# Bozzai Pál
Bozzai Bozzay Pál (Kővágóörs, 1829. január 10. – Zánka, 1852. június 24.) költő, a márciusi ifjak egyike.

## Élete
Földbirtokos apa gyermeke volt. A pozsonyi evangélikus iskolában tanult, 1847-ben Késmárkon volt joghallgató. Az irodalmat Hunfalvy Pál szerettette meg vele. A jogi diploma megszerzése után Gulácson volt ügyvéd. A pozsonyi országgyűlésen gyakornokként volt jelen, az 1848. évi országgyűléssel Pestre költözött. Itt ismerkedett meg az ifjúság irodalmi törekvéseivel, versei magukra vonták Petőfi figyelmét is. Az 1848–49-es forradalom és szabadságharcban önként vonult be katonának. Erdély határán adta meg magát. Előbb Temesvárra, majd Csehországba hurcolták. 1849. október 16-án már Josephstadtban (Bécs VIII. kerületében) volt besorozott osztrák katona. Sokat betegeskedett, és az állapota rosszabbra fordult, ezért 1852 tavaszán leszerelték. Gyógyulás és pihenés céljából Zánkára utazott a bátyjához, ahol 1852. június 24-én meghalt.

## Munkái
Első versei a Jókai által szerkesztett Életképekben jelentek meg 1847-ben, és ott közölte későbbi műveit is; itt jelentek meg 1848-ban Kelet könyvei című költői elmélkedései, melyeket szabadságharcuk eszméinek hatása alatt Lamennais modorában írt; a Losonczi Phönixben (1851) és a Budapesti Visszhangban (1852) is jelentek meg versei.
Munkáit Lévay József gyűjtötte össze és adta ki a költő életrajzával: Bozzai Pál irodalmi hagyományai. Budapest, 1886. (I. Versek, II. Kelet könyvei. III. Levelek, melyeket 1850–52-ben Lévayhoz irt Csehországból és Innsbruckból, összesen 12. Olcsó Könyvtár 212. sz.) Online
- Bozzai Pál irodalmi hagyományai; bev. Lévay József; Franklin, Bp., 1886 (Olcsó könyvtár)
- "Megagg az ember"; szerk. Simor András, Szentgáli Zsolt; Budai Középiskola Táncsics Mihály Angol Kéttannyelvű Gimnázium, Bp., 2007 (Táncsics-sorozat)